# Berlin-Friedrichshagen
Berlin-Friedrichshagen [fʀiːdʀɪçsˈhaːɡn̩]  est un quartier dans l'arrondissement de Treptow-Köpenick du sud-est de Berlin, capitale de l'Allemagne. Il est situé aux bords nord du lac Müggelsee.
Rattachée au Grand Berlin en 1920, l'ancienne commune indépendante faisait partie du district de Köpenick jusqu'à la réforme administrative de 2001.

## Géographie

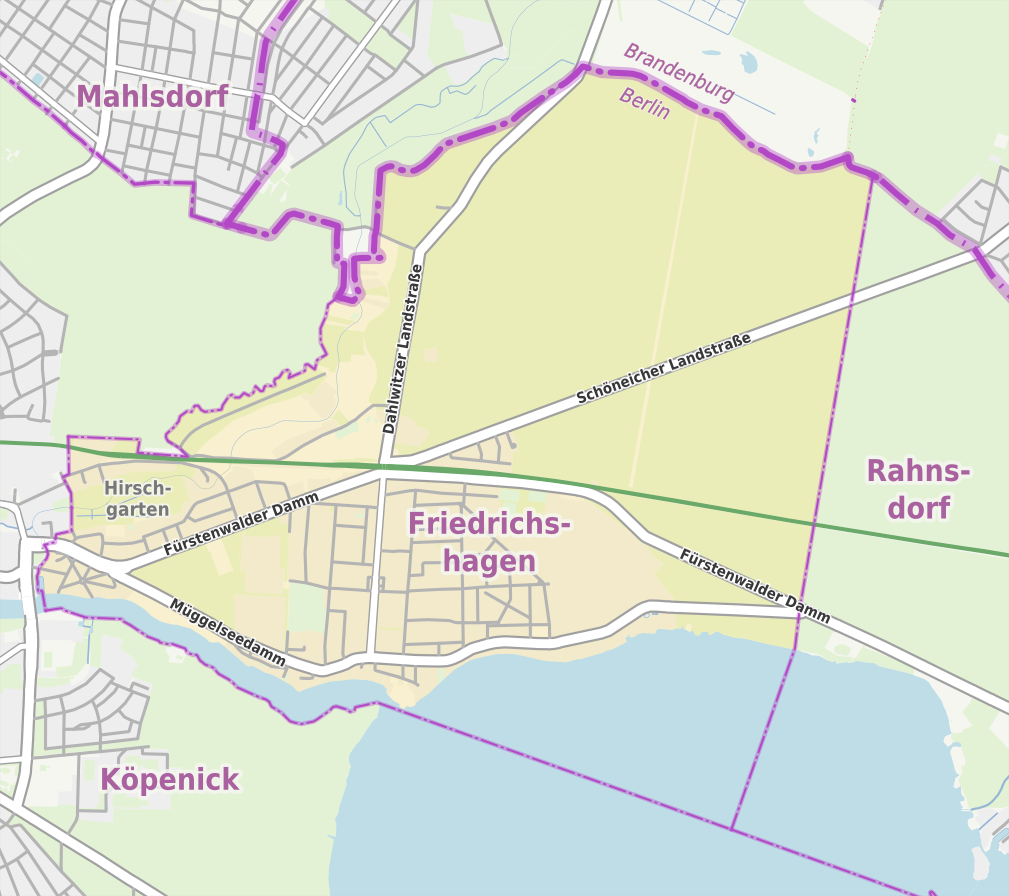
Carte de Friedrichshagen et des quartiers limitrophes.

Le quartier se trouve dans la vallée proglaciaire de Varsovie-Berlin, sur la rive nord du lac Müggelsee qui est traversé par la rivière Sprée. Vers l'ouest et le sud, il confine au quartier de Köpenick. À l'est il confine au quartier de Rahnsdorf et au nord la frontière de la cité de Berlin le sépare du Land de Brandebourg. 
La ligne ferroviaire de Berlin à Wrocław traverse le quartier. La gare de Berlin-Friedrichshagen est le terminus du tramway de Schöneiche qui mène jusqu'à Rüdersdorf.

## Population
Le quartier comptait 18 268 habitants le 1er janvier 2017 selon le registre des déclarations domiciliaires, c'est-à-dire 1 303 hab./km2.

## Histoire

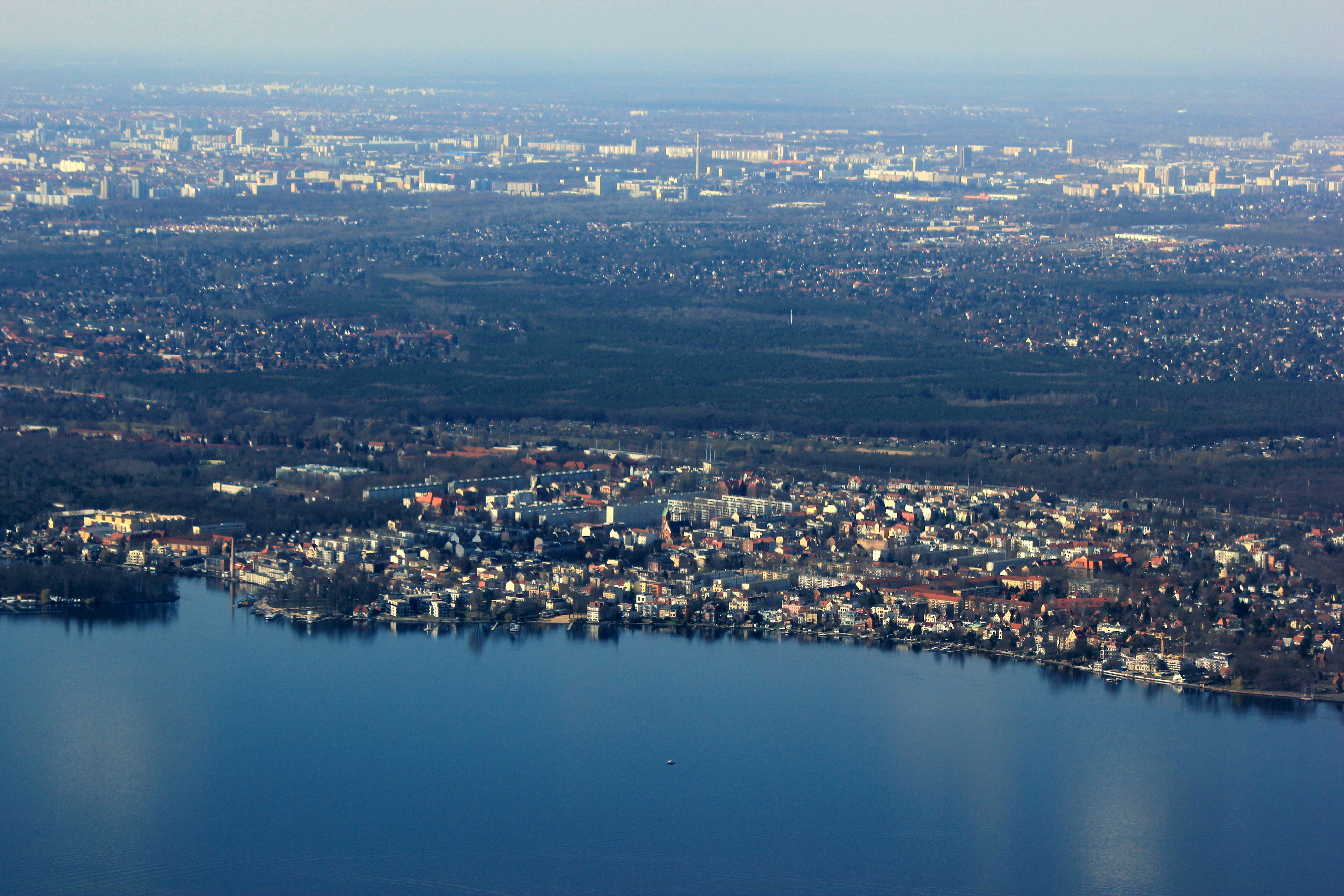
Friedrichshagen vu du ciel au-dessus du Müggelsee.

La colonie de Friedrichshagen a été fondée par un décret du roi Frédéric II de Prusse du 29 mai 1753. Avec le temps, des fileurs de coton provenant de la Bohême et de la Silésie se sont établis dans ce lieu. Une partie des habitants vivait également de la production des mûres.
Dès l'an 1815, la commune appartenait au district de Potsdam au sein de la province de Brandebourg. La gare sur la ligne de Berlin à Breslau fut inaugurée en 1842. En quelques années, Friedrichshagen a évolué d'un petit village à une destination populaire au bord du Müggelsee, renommée pour ses Biergärten (« brasseries en plein air ») et ses cafés. Vers l'an 1890, un groupe littéraire des écrivains naturalistes, le Friedrichshagener Dichterkreis, s'est formé.

## Transports

### Gares de S-Bahn
: 
Hirschgarten
Friedrichshagen

## Personnalités
- Dagmar Manzel (née en 1958), actrice ;
- Ilko-Sascha Kowalczuk (né en 1967), historien.